# 데라코시 다케시
데라코시 다케시(일본어: 寺越武志, 1950년 ~ )는 조선민주주의인민공화국에 거주하는 일본인이다. 한글 통명(通名)은 김영호(金英浩)이다.

## 생애
1963년 5월 11일에 숙부인 데라코시 쇼지(당시 36세), 데라코시(당시 24세)와 함께 노토반도에서 고기잡이를 나오다가 행방불명되었다. 이 당시에 테라코시 다케시는 13세의 중학생이었다. 그 후 소식을 듣지 못하고 호적상으로 "사망"취급으로 되었지만 1987년 1월 22일에 편지에 의해서 북조선에서 살고 있다는 사실이 드러났다. 그 이후 다케시의 부모가 조선민주주의인민공화국에 건너가 재회하였고, 1997년 7월 1일, 다케시는 카나자와시를 본적으로 호적을 회복하였다. 다케시가 자신의 행방불명에 대해 “나는 납치된 것이 아니라 북한의 어선의 도움을 받았다”고 밝혀 납치 의혹을 부인하였다. 따라서 일본 정부의 납북자에는 포함되지 않는다.
2011년, 조선 로동당원이며 평양시 직업총동맹 부위원장을 역임하였다. 2002년 10월 3일에 조선 로동당원 및 노동 단체의 대표단 부단장으로 일본에 방문하였고, 이시카와 현의 생가에 머무른 적이 있다. 일본 방문은 납치 피해자 5명이 귀국하는 날이었으나, 일본 정부와 당시 여당이었던 자민당 관계자의 마중은 없었다. 귀국 무렵, 다케시의 모친이 “너는 일본인이니까 일본의 여권을 가지고 있어야 한다”라고 하였으나, 다케시는 “저는 조선민주주의인민공화국의 사람입니다. 김정일 장군님의 배려로 자유롭게 살고 있습니다.”고 말해, 일본 여권 소지를 거부하였다.

## 같이 보기
- 제임스 드레스녹